# Namaro
Namaro  est une localité et une commune rurale du Niger, du département de Kollo et de la région de Tillaberi.

## Géographie
La commune s'étend sur la rive droite du fleuve Niger, la localité de Namaro est située à 53 km au nord-ouest de la capitale Niamey (Pont Kennedy).
| Gothèye | Kourtèye | Karma      |
| Torodi  | Namaro   | Bitinkodji |
| Torodi  | Torodi   |            |

## Histoire
La commune rurale est instaurée en 2002, elle est issue du canton de Namaro.

## Population
Lors du recensement général de 2012, la population communale est relevée à 55 094 habitants, dont 5 557 habitants pour la localité chef-lieu. La commune est peuplée par les éthnies Songhaï, Fulbé et Wogo.

## Villages
La commune s'étend sur 41 villages, 55 hameaux et 10 camps. 

## Services et infrastructures
La commune abrite les services suivants :
- Collège d'enseignement général (CEG) à Namaro.
- Centre de Formation aux Métiers (CFM) à Namaro.
- Centre de Santé Intégré (CSI) à Namaro, Larba Touloumbou, Balati, Bangou Koirey et Sikièye.

## Économie
La culture du riz humide est pratiquée sur les rives du fleuve Niger, l’agriculture pluviale est pratiquée sur la partie ouest de la commune.